# Medelhavslånga
Medelhavslånga (Molva macrophthalma) är en fiskart som först beskrevs av Rafinesque, 1810.  Medelhavslånga ingår i släktet Molva och familjen lakefiskar. Inga underarter finns listade i Catalogue of Life.